# Octar
Octar   (Mongòlia Interior, segle IV - Worms, 430) va ser un dirigent hun. Segons Jordanes, era germà de Rues, amb qui va regnar conjuntament.
No es coneix la relació de parentiu que tenia amb altres reis huns anteriors com el seu antecessor, Carató. Es creu que va començar a governar cap a l'any 420. Va ajudar a unificar els huns que en aquells temps es trobaven dispersos en grups de genets nòmades que vagaven amunt i avall en funció de les seves necessitats. Aquesta és una de les raons de la posterior tàctica d'atacar i fugir a cavall. Es creu que Octar va ser el segon rei dels huns. Els seus dos nebots van ser Àtila i Bleda, que posteriorment van regnar també sobre els huns.
Octar pot ser la mateixa persona que Uptar, un dirigent dels huns del que parla Sòcrates Escolàstic, i diu que va morir a les vesprades d'un atac planificat contra els burgundis vora del Rin, un poble germànic d'orient l'any 430. Sembla que Octar dirigia les tropes dels huns occidentals i el seu germà Rues les tropes orientals. A la seva mort Rues va assumir el comandament dels huns.
| Precedit per: Carató | Rei dels huns 420-432? | Succeït per: Rues |